# Oscar Egg
Oscar Egg' (Schlatt, Zúrich, 2 de marzo de 1890 - Niza, Francia, 9 de febrero de 1961) fue un ciclista suizo. Antes de la Primera Guerra Mundial consiguió en tres ocasiones el récord de la hora. También gabó dos etapas del Tour de Francia y una del Giro de Italia. 

## El récord de la hora
Entre 1907 y 1914 Oscar Egg y Marcel Berthet mejoraron el récord de la hora seis veces entre los dos. La marca que Egg consiguió en 1914, con 44,247 km no fue superada hasta 1933. Oscar Egg obtuvo sus tres récords en el Velódromo Buffalo de París. La pista era al aire libre, con 333 metros de cuerda y recubierta de formigón. 
La sucesión de las marcas fue de la siguiente manera:
- 20 de junio de 1907. Marcel Berthet, París: 41,520 km
- 22 de agosto de 1912. Oscar Egg, París: 42,122 km
- 7 de agosto de 1913. Marcel Berthet, París: 42,741 km
- 21 de agosto de 1913. Oscar Egg, París: 43,525 km
- 20 de septiembre de 1913. Marcel Berthet, París: 43,775 km
- 18 de agosto de 1914. Oscar Egg, París: 44,247 km

Tan solo Chris Boardman y Oscar Egg han igualada la proeza de Berthet de conseguir el récord de la hora tres veces.

## Palmarés en carretera
- 1911

Vencedor de 3 etapas en el Tour dels Independents
- 1914

 Campeón de Suiza en ruta
Vencedor de 2 etapas en el Tour de Francia
- 1914

1º en la París-Tours
- 1917

1º en la Milán-Turín
1º en la Milán-Módena
- 1919

Vencedor de una etapa del Giro de Italia

### Resultados en el Tour de Francia
- 1912. Abandona (6º etapa)
- 1914. 13º de la clasificación general y vencedor de dos etapas

### Resultados en el Giro de Italia
- 1919. Abandona. Vencedor de una etapa

## Palmarés en pista
- 1913

1º en el Bol d'Or de Jupille amb Charles Deruyter
- 1914

 Campeón de Suiza de velocidad
Récord del mundo del Kilómetro lanzado
- 1915

1º de los Seis días de Chicago con Francesco Verri
- 1916

1º de los Seis días de Nueva York con Marcel Dupuy
- 1917

Récord del mundo de los 500 m
Récord del mundo de los 50 km
Récord del mundo de los 100 km
- 1921

1º de los Seis días de Nueva York con Piet van Kempen
1º de los Seis días de París con Georges Sérès
- 1922

1º de los Seis días de Gante con Marcel Buysse
- 1923

1º de los Seis días de Chicago con Maurice Brocco
1º de los Seis días de París con Piet van Kempen
- 1924
- Bol d'Or

1º de los Seis días de Chicago con Alfred Grenda
- 1926

 Campeón de Suiza de velocidad